# Atylana herbida
Atylana herbida är en insektsart som först beskrevs av Walker 1870.  Atylana herbida ingår i släktet Atylana och familjen sköldstritar. Inga underarter finns listade i Catalogue of Life.